# Atomic Winter
Atomic Winter est un groupe brésilien de punk hardcore, originaire de Goiânia, Goiás.

## Histoire
Le groupe est formé en juin 2007 par son premier batteur, Renato Simon. En 2013, le groupe sort son premier album studio, Snowmelt, qui génère des répercussions dans les médias segmentés. Snowmelt est réaffirmé par leurs propres fans comme un album Skatepunk malgré les influences metal et les approches post-hardcore. Cet album est également mentionné comme l'une des meilleures sorties de l'année par des blogs nationaux et internationaux, cité comme le meilleur album skatepunk brésilien par WeLiveInHell.com et nommé pour le Dynamite Award dans la catégorie « meilleur album punk / hardcore ». En 2014, leur titre All My Heroes est inclus dans la compilation polonaise Sound of Us Vol. III aux côtés de titres de A Wilhelm Scream, Forus, DC Fallout et d'autres groupes, et ils produisent également leurs quatre premiers clips dans un format do it yourself (avec le bassiste Rodrigo Caetano). En 2015, Atomic Winter commence à enregistrer son deuxième album avec Francisco Arnozan (qui a mixé leur premier album) et Lucas Rezende (guitariste d'Aurora Rules) à l'Estúdio Resistência.

## Style musical
Atomic Winter a un son caractérisé par une variété d'influences et une personnalité dans leurs mélodies. Dans leurs chansons, on peut identifier des éléments de punk hardcore californien, de oldschool, de thrash metal et de post-hardcore. Leurs paroles, toutes écrites par Fábio Calaça — le seul straight edge du groupe — sont pleines de réflexions et de préoccupations concernant les effets du comportement humain sur le monde et sur les personnes elles-mêmes. Atomic, comme on les appelle communément, sort deux EP et deux albums en tout. The Storm Inside (2007), Flesh and Blood (2011), Snowmelt, (2013) et Tsunami Survivor (2016) respectivement (tous distribués numériquement par le groupe lui-même et le label Cosmonauta). 

## Discographie

### Albums studio
- 2013 : Snowmelt
- 2016 : Tsunami Survivor

### EP
- 2007 : The Storm Inside
- 2011 : Flesh and Blood

### Singles
- 2015 : Concrete Squall